# 虎女 (漫畫)
虎女，本名為葛莉兒·格蘭特·尼爾森（Greer Grant Nelson），是美國漫威漫畫旗下一位虛構的超級英雄，在1972年11月出版的貓之爪 (The Claws of the Cat) #1 中作為一名穿著貓套裝的強化人-貓(the Cat)首次登場。此角色由作家羅伊·湯瑪斯和藝術家瓦利·伍德創造，故事的主要編劇為琳達·費特。 她在1974年7月出版的巨大生物 (Giant-Size Creatures) #1 中,作為擁有變異能力的虎女登場，由作家東尼·伊沙貝拉和藝術家唐·佩林所創造。

## 出版歷史
作為貓，她在漫威漫畫針對女性觀眾創作的三部漫畫作品之一的貓之爪中登場，另外兩部漫畫則是夜班護士和女惡魔撒旦娜。漫威作家兼編輯羅伊·托瑪斯在 2007 年回憶道：
主編史丹·李有一個想法，他想寫一些對女孩特別有吸引力的漫畫。我的想法是讓女性作家創作它們。當然，如果我們也能讓女性藝術家來畫出它們，那就更好了。史丹選擇了藝術家瑪麗·塞維林及編劇琳達·費特創作這部漫畫。
此系列持續了四期，每期都有不同的藝術團隊。瑪麗·塞維林與 1950 年代著名的藝術家瓦利·伍德合作為第1期作畫，第2期是由塞維琳和吉姆·穆尼作畫。該系列由於前幾期銷量不佳而在第5期被取消。瑪麗·塞維林將這個角色的性感外表歸功於瓦利·伍德，她表示瓦利將這名角色畫得十分動人。
在漫威組隊#8（1973 年 4 月）中，貓再次與蜘蛛人一起出現。一年後，她在1974 年 7 月出版的巨大生物#1中(漫畫名稱的“巨大”指的是漫畫的內頁，而不是指巨大的生物)，被改造成具有超能力的半人動物-虎女(Tigra)。作家東尼·伊沙貝拉回憶道：“我的記憶可能有些模糊了，但我記得巨型生物這部漫畫在沒有很多準備時間的情況下就獲得批准並按計劃安排了。一天后，我與羅伊·湯瑪斯和吉爾·凱恩坐下來討論虎女應該要是什麼樣子。藝術家唐·佩林和老约翰·罗米塔也參與了虎女的設計，羅伊·湯瑪斯提出了虎女 (Tigra)這個名字。
虎女繼續在各漫威系列中客串，經常出現在復仇者聯盟系列中，後來成為了復仇者的衍生系列西海岸復仇者的成員。她擔任了由作家克莉絲緹娜·Z (Christina Z.)和藝術家邁克·德奧達托創作的四期迷你劇《虎女》（2002 年 5 月至 8 月）的主角，此後也在《女浩克》、《內戰》等各種復仇者聯盟相關漫畫中出現。
虎女也以主要配角的身分出現在復仇者學院第 1 期（2010 年 8 月）到最後一期第 39 期（2013 年 1 月）。

## 人物經歷

### 作為貓
葛莉兒·格蘭特·尼爾森是一名土生土長的芝加哥人，她在芝加哥大學就讀二年級時遇到了她未來的丈夫，也就是一名警察比爾·尼爾森（Bill Nelson）。她離開大學並嫁給他。但某天，比爾在下班時被槍殺，葛莉兒不得不自己找份工作。她遇到了她以前的物理學教授喬安·圖莫洛（Joanne Tumulo）博士並成為她的研究助理。
圖莫洛博士正在研究一種只對女性有效的人體增強療程。出於多種原因，她幫自願受試的葛莉兒及她的資助者馬爾科姆·多納爾班（Malcolm Donalbain）所指定的受試對象雪莉·布萊恩（Shirlee Bryant）進行了此療程。
葛莉兒在經過療程後，身體和精神能力大幅增強，包括欲感受他人痛苦的特殊傾向。另一名受試者雪莉雖然身體能力也與葛莉兒一樣獲得了增強，但精神能力卻明顯不足，他們將結果歸咎於她並無完全遵守療程前的準備措施。
但圖莫洛博士進一步調查，發現馬爾科姆·多納爾班創造了一臺精神控制裝置和一套以貓為主題的裝備，他打算用這些工具讓雪莉成為受他控制的超人類。然而，她在接受爪子測試時意外身亡。
圖莫洛博士偷偷地把這件事告訴了葛莉兒，並將多納爾班設計的貓服裝和裝備作為證據展示給她看。然而，在博士要報警時，她的實驗室爆炸，並奪去了她的生命。葛莉兒穿上了那套貓服裝，決定結束多納爾班的計劃。她很快適應了這套奇怪的服裝並襲擊了多納爾班的總部，他們之間的一場戰鬥引發了一場大火，摧毀了多納爾班的總部，多納爾班接著以手槍自殺了。
葛莉兒之後便以貓的身份開始了短暫的打擊犯罪生涯。
多年後，當帕茜·沃克發現了多納爾班製作的另一套貓裝備。帕茜穿上它，並以地獄貓作為自己的英雄稱號。

### 變成虎女
貓人族是由一群巫師在歐洲黑暗時代創造的類人種族。由於巫師後來擔心無法控制貓人的人口增長和野蠻行為，他們最後將整個原始貓人族群驅逐到了惡魔般的冥界。
最初的兩個貓人本身都是非常有能力的科學家和巫師，他們使用魔法來逃避巫師們的流放，繼續秘密地生活在人類之中，並致力於完善貓人的基因，使貓人能夠和平融入人類。但他們不斷受到迫害，需要一個保護者。他們融合科學與巫術，創造了一種能將人類女性變成“虎女 (Tigra)”的技術，人類的精神力量和老虎般的力量讓對象擁有遠超於其他貓人或人類的能力。虎女在貓人族的傳說中，是最為強悍的貓人，也是貓人族的保護者。
第一個虎女（姓名不詳）有效地保護了貓人族群，並在地球上建立起了新的貓人族，與被放逐的原始貓人族不同。這個新貓人族直到今天仍繼續秘密地生活在人類中，並以魔法創造擁有人類外表的幻象。
在葛莉兒變成虎女之後，就沒有再出現其他虎女了。暗示了在同一時間只能存在一名虎女。
圖莫洛博士被九頭蛇發現是這些現代貓人族中的一員。九頭蛇的成員跟蹤圖莫洛，想要獲得最初的兩個貓人的另一個發明-“最終的秘密”（其實就是黑死病瘟疫），葛莉兒再次穿上貓套裝並將九頭蛇趕走。然而，她被他們的輻射槍炸傷了。
葛莉兒在下加利福尼亞州的一個洞穴中恢復了意識，她的周圍是一群由圖莫洛召喚的貓人族。由於輻射的影響而瀕臨死亡的葛莉兒最終獲得了虎女的力量，她成為了古老科學、巫術和精神力量的結合，貓人族傳說中的半人半貓戰士-虎女。她接受了這個身分，並以黑色比基尼作為她的服裝。她的皮膚變成了佈滿虎紋的毛皮，手腳有著鋒利的爪子，她的牙齒變得又長又尖，眼睛也變成了貓眼。除了超人類的力量和感官，她還獲得了許多貓的能力和本能。不久之後，她遇到了夜晚狼人。
雖然一開始葛莉兒無法變回她的人類型態，但她從貓人族那裡得到了一個神秘的貓頭護身符，讓她可以先創造出她人形的幻象，然後再隨意改變。她很少使用它，因為她更喜歡她的虎女型態，並且幾乎放棄了她作為葛莉兒·格蘭特·尼爾森原本的生活。
葛莉兒恢復了她的超級英雄工作，大多數世人都沒有意識到，以貓為稱號短暫打擊犯罪的女人，就是現在的虎女。她在之後廣大的冒險中與漫威宇宙的許多重量級人物並肩作戰。她先與獵人克拉文作戰，然後與蜘蛛人聯手對抗克拉文。她後來也成為了驚奇四超人的朋友和夥伴。
當復仇者聯盟發現他們的人手不足時，月龍利用她的精神力量隨機選擇十幾個英雄，迫使他們前往復仇者大廈面試。儘管美國隊長不贊成月龍的方法，但還是為加入了聯盟的虎女提供了團隊中的一席之地。
雖然虎女在復仇者聯盟的第一次任期很短暫，但她的表現很好。她還幫助X戰警對抗死亡鳥。她在復仇者聯盟中的最大功績，就是她獨自拯救世界免於分子人的破壞，分子人打算消耗掉整個地球的能量，就像行星吞噬者一樣。虎女獨自接近分子人，說服他放棄他的計劃，並向心理治療師尋求幫助，讓分子人不再對地球構成威脅。
復仇者聯盟之後與惡靈戰警戰鬥，惡靈戰警用他那令人恐懼的地獄之火攻擊復仇者成員。虎女本身的能力性質使她受到比隊友更深層的影響。她對自己作為地球首屈一指的超級英雄團隊成員的資格產生了很大的自我懷疑，尤其是與鋼鐵人和雷神索爾這樣的重量級人物相比。最終，她退出了復仇者聯盟，但還是與團隊保持良好關係。
葛莉兒重新開始了她的模特生涯，不過東岸的雇主並不接受貓人模特這種特殊的想法。於是她搬到了舊金山。在那裡，她認識了私家偵探潔西卡·德魯，葛莉兒幫助她解決了幾起案件，但她的模特兒工作並不成功，於是她接受了幻視的邀約，成為了西海岸復仇者的創始成員。她與其他西海岸復仇者成員一起對抗重力子，並成為了神力人的密友。她也開始與漢克·皮姆調情。
在西海岸復仇者聯盟期間，她似乎擺脫了地獄之火引發的自我懷疑。然而，她個性中貓的那一面（例如野蠻的傾向和對感情的需求）開始漸漸地支配她，導致她越來越痛苦。她向西海岸復仇者聯盟的隊友尋求幫助，以克服她性格中“貓”的那一面，她成為了漢克·皮姆的情人。她還遇到了夜晚狼人並與之戰鬥。她與西海岸復仇者一起被擁有神秘力量的貓人族使者巴爾卡塔(Balkatar)送到了貓人的領域。葛莉兒見到了那些被放逐的古老貓人族的後代，他們的國王請求她殺死貓人族長久以來的敵人-地獄大師。她同意了他們的請求，但在關鍵時刻時，虎女拒絕違反復仇者聯盟的反殺戮原則，並沒有殺死地獄大師。貓人族剝奪了她的“虎魂”，於是她被還原到了轉化前的正常人類狀態。
她的好友地獄貓將她以前的貓套裝借給葛莉兒，並決定與貓人族戰鬥，貓人族的首領見情勢不對，釋放了“虎魂”迷惑葛莉兒。沒想到成果並不如她預期，葛莉兒的貓套裝是由圖莫洛博士設計的，專門用於增強葛莉兒的人類能力，因此葛莉兒不再像以前一樣，被“虎魂”所支配，而是使她的人類和貓的個性成功融合在一起。
這一次，葛莉兒完全蛻變成傳說中的貓武者，她的力量和能力，遠比當初變化時強大得多。她的外表也變得更像貓了，她像其他貓人一樣長了一條尾巴。不過她也失去了變回人類形態的能力，但她並沒有對此感到失落。
由於她的轉變是如此徹底，而虎女的傳說在貓人族中是如此強大，於是貓人們立即停止與她敵對。虎女則繼續在貓人族中保持著崇高的地位。
這次轉變也解決了她性格中人與貓之間的衝突。虎女現在可以完全利用她的能力，不必擔心她會對自己的行為失去控制，而且她還可以放縱她貓科動物的自然傾向（例如狩獵和追逐獵物以獲得樂趣）而不會感到內疚。回到地球後，虎女從金門大橋的最高處跳下潛水，並沒有任何受傷或害怕水的跡象。她還終止了與漢克·皮姆的戀愛關係，並解釋道，儘管她不再覺得像貓一樣需要抓住一切機會尋求愛意，但她也沒有了傳統的人類思想，不想被束縛在單一個伴侶身上。
她曾一度被重力子俘虜，但隨後從他手中解救了西海岸復仇者聯盟。大約在這個時候，湖中的亞瑟王夫人(the Arthurian Lady of the Lake)號召西海岸復仇者聯盟前往英格蘭援助超級英雄團隊神劍。虎女和其他人一起進入了地獄領域冒險，幫助神劍阻止末日博士以殺死英國所有人為代價獲得力量的瘋狂計劃。
虎女因與復仇者聯盟的反殺戮原則發生爭執而短暫離開了西海岸復仇者聯盟。她表示她的本性相信有時候，殺死獵物是必要的。她與仿聲鳥和月光騎士組成了一個獨立的英雄團體。
回到西海岸復仇者後，虎女莫名地又經歷了一次“轉變”，變成了更像動物的貓科動物形態，完全失去了人類的智慧，並對復仇者聯盟的同胞構成了威脅。這是永生者利用扭曲現實的能力設下的詭計，他試圖分散復仇者的注意力，以便不受阻礙地接近緋紅女巫。虎女被漢克·皮姆強行縮小到與家貓差不多的大小，關在他實驗室的籠子裡，復仇者們則回去對付永生者。虎女逃出了籠子並進入郊區，她以野生動物的型態生活了一段時間。最後被著名女巫阿嘉莎·哈克尼斯救出並恢復了她以前的樣子和穩定性。
虎女重拾了她的西海岸復仇者成員資格。在一次於日本的情報收集任務中，她和鋼鐵人對抗一群被稱為太平洋霸主( Pacific Overlords)的亞洲超級反派團體。在戰鬥中，鋼鐵人失去了行動能力，虎女的腹部則被嚴重刺傷，在他們擊退他們並逃跑後。她駕駛了復仇者的昆式戰機(Quinjet)，打算飛回總部，但嚴重的失血導致她失去了意識並墜落在澳洲北部的阿納姆地。她被當地的原住民救出，並決定留在當地療傷，並命令女蜘蛛人-茱莉亞·卡彭特代替她的復仇者成員位置。她短暫地將阿納姆地作為她的家，享受原住民的陪伴和野外生活的樂趣。
西海岸復仇者聯盟解散後，虎女重新開始了她的冒險。雖然她不再是活躍的複仇者成員，但她作為復仇者大家庭的一員，在需要時仍會參與復仇者聯盟的任務。
虎女在紐約市警察部隊工作了一段時間，並使用一種新的變形裝置來向同事隱瞞她的真實身份。她將大部分時間都集中在個人案件上。
後來，一股神秘力量襲擊了所有復仇者，並將她與所有復仇者帶到了復仇者大宅。他們被摩根娜勒菲困住，生活在勒菲統治的另一個宇宙中，成為了“女王”摩根娜勒菲的護衛之一，更名為“格里馬爾金”(Grimalkin)。在摩根被擊敗後，虎女與星狐一起進入太空，享受在那裡發現的樂趣。她在復仇者無限中，作為復仇者聯盟在太空的特設團隊-復仇者無限的成員進行了一系列冒險，幫助防止了一場超宇宙種族摧毀宇宙中的所有生命的計畫。
在最大保衛故事中，虎女與復仇者無限團隊一起返回地球，在此期間，她幫助拯救了地球，使其免於成為外星罪犯的流放地。當復仇者們被克里人發現並被俘虜後，克里人打算對他們進行額葉切除手術，修改他們的記憶。由於克里人只對注意監視強大的復仇者成員，較不受注意的虎女變回她的人類形態來擺脫束縛，並解救她的隊友，告訴他們真相。

### 內戰
在英雄內戰期間，虎女站在鋼鐵人一派。儘管她對美國隊長和其他反對該法案並逃亡的英雄的命運表示誠摯的關切，但她支持《超人類登記法》，她在《內戰檔案》中， 不僅被列為已註冊並遵守法律的英雄，而且還被列為神盾局的特工，積極協助它們執法。
在內戰期間，她假裝改變陣營，潛入美國隊長方的秘密復仇者作為間諜。直到衝突結束後，她才將情報傳遞給鋼鐵人，並被美國隊長的間諜小浩克發現。美國隊長知道後，利用她向鋼鐵人提供假情報來對付鋼鐵人。

### 復仇者：五十州英雄計畫
在復仇者：五十州英雄計畫中，虎女是參與五十州英雄計畫中的142名英雄的其中之一。她在哈蒙德營地擔任創始教官，並恢復了與黃衫俠漢克·皮姆的浪漫關係，但她不知道真正的漢克實際上已經被史克魯爾人綁架並被一個史克魯爾人給冒充。
虎女被布偶大師控制的智利士兵俘虜，布偶大師依她的外觀製作了一個人偶，能讓她本人受到他的精神控制。布偶大師用她和其他受他控制的女英雄們（包括易身女、黃昏、蜘蛛女孩和銀爪）作為他的精英衛兵。卡蘿·丹佛斯和神盾局的突擊隊最後攻進布偶大師的基地並擊倒後，虎女和其他女英雄恢復了正常。
後來虎女在家中被紅兜帽偷襲並毆打她，以報復她擊倒了他的部下-拼圖人。虎女被擊倒後，紅兜帽還威脅了她母親的性命，而拼圖人則偷走了她偶爾用來轉變為人類身份的神秘護身符。
紅兜帽和他所有的部下後來出現在虎女的公寓裡，要求知道新復仇者聯盟秘密總部的位置。虎女故意向他透露了情報，但他們在找到總部後馬上陷入了英雄的伏擊。虎女加入了戰鬥，並親自擊敗了紅兜帽，救了鐵拳俠。紅兜帽再次出現在她的公寓時，她已經完全從傷勢中恢復過來，並重新獲得了她的護身符。
虎女繼續作為50州英雄計畫的一員，並且是阿肯色州英雄團隊“兵營 ”的領導者，直到此計畫被諾曼·奧斯朋接管，她知道紅兜帽現在是諾曼的得力助手。她暗中加入了女浩克的“女性解放者联盟”。
在史克魯爾人入侵之後，虎女向地獄貓和創傷透露，她懷孕了，並相信孩子是黃衫俠的，儘管她不確定這個嬰兒是漢克的還是冒充黃衫俠的史克魯爾人的。她告訴創傷，無論父親的身份如何，她都不打算把孩子生下來。她離開了兵營，計劃訓練野豬人，野豬人在之前被史克魯爾人綁架並冒充，直到最近才被救了回來，他渴望成為一名英雄。後來當虎女差點被諸神黃昏的錘子擊傷時，她似乎表現出了對她腹中嬰兒的關心。
當諾曼·奧斯朋告訴她，他要帶她的孩子進行基因檢測，而且他已經讓紅兜帽成為英雄計畫的首席運營官時，虎女繼續與手套 一起逃跑。她重新創建復仇者聯盟，並被通緝為歹徒，她開始對紅兜帽幫的成員進行報復，首先是潛入格林兄弟之一的家中並毆打他。
後來究極女孩找到了虎女，詢問她和她的復仇者團隊為什麼要攻擊英雄計畫中那些看似改過自新的反派。虎女向她展示了紅兜帽之前毆打她的影片。她想報復他們，讓他們感到害怕和焦慮。虎女後來又伏擊了山魈。
虎女在紅兜帽失去他的權力並被拘留之後，對他進行了最後的報復。起初，她想要殺了紅兜帽，但她在外面走廊看到了紅兜帽的孩子，她相信讓他在監獄裡度過一生或逃亡對他而言會是一種更糟糕的懲罰。在諾曼奧斯朋與鋼鐵人敵對期間，虎女生下了她的孩子，一個正常的貓人族嬰兒。她將嬰兒託付給貓人族，直到戰爭結束。並將她的孩子取名為威廉。

### 英雄時代
在圍城結束，諾曼·奧斯朋被捕並關進監獄、他的反派團隊也被解散以及《超人類登記法》被廢除之後，總統任命史蒂夫·羅傑斯（原美國隊長）為美國新的國家安全負責人。羅傑斯尋找並召集了一批英雄，組成一個新的複仇者組織來激勵國家和世界。虎女是史蒂夫親自邀請，希望與他一起創造新英雄時代的 25 位英雄之一。
虎女與漢克·皮姆、快銀、喬卡絲塔、超速球和正義士一起成為了復仇者學院的創始教職員工，培養新一代英雄。
在這段時間裡，虎女得知偽裝成皮姆的史克魯爾確實是她的孩子-威廉的父親，但由於他在基因層面上將自己改變為皮姆，意味著威廉還是半人類，而不是半史克魯爾人，因此皮姆仍算是威廉的遺傳父親。得知此事後，虎女要求皮姆，若自己發生了意外，請他代替自己照顧威廉。
當紅兜帽的一位前同事計劃將虎女遭他毆打的影片商業發佈時，虎女安排在現場採訪中完整播放這些影片，以便她自己的經歷可以作為其他創傷倖存者的榜樣，並激勵他們尋求幫助。採訪中，她宣布成立一系列諮詢中心，為退伍軍人、子女、配偶和任何其他創傷受害者提供所需的諮詢和資源。
復仇者聯盟學院的學生對虎女遭到毆打的影片感到憤怒，他們追蹤紅兜帽並攻擊他，接著將他們毆打紅兜帽的影片發布在網路上，而不是將紅兜帽送回監獄。虎女對學生們的反英雄行為和違法卻不自知的行為感到憤怒，在與其他教職員工交談後，他們決定讓所有相關人員接受緩刑。
她慢慢地與漢克·皮姆越來越親近，兩人又恢復了浪漫關係。
虎女是迷霧騎士招募的 10 位女英雄之一，她們組成無畏捍衛者，幫助女武神擊退一群阿斯嘉末日女武神(Asgardian Doom Maidens)。在這次冒險結束時，女武神意識到虎女和其他三位女英雄都和他一樣，是被選中值得成為女武神的人，是榮譽、勇敢和勇氣的象徵。
在秘密帝國的故事情節中，虎女與其英雄組成地下組織，反抗接管美國的九頭蛇及九頭蛇至尊-史蒂夫·羅傑斯。
虎女出現在西海岸復仇者的新鮮開始中，變成了一個 200 英尺高的女巨人，且她的思想處於野蠻狀態。在新西海岸復仇者擊敗她後，他們發現魔多客在追求女性失敗後，將拒絕他的女性變異成野蠻的女巨人。虎女恢復了原樣，她感謝他們，並幫助他們打倒魔多客。在漢克·皮姆失散多年的女兒黃蜂女 (納迪婭·汎戴茵)的 17 歲生日派對上，虎女讓威廉與納迪婭互相認識，告訴她這是她同父異母的弟弟。納迪婭高興地接受了她的新弟弟，並成為威廉生活中重要的一部分。

## 能力
虎女的力量是由喬安·圖莫洛博士和其他貓人族使用的科學、魔法和精神能量結合的結果. 她的外表明顯像貓，並有著虎紋及毛皮。她的牙齒很鋒利，上下犬齒明顯，眼睛有放大的虹膜和類似於貓的垂直瞳孔，她的腳和手上有可伸縮的爪子。她的爪子和牙齒堅固到可以刺穿鋼板。她還有一條長長的尾巴。虎女的貓科動物生理學賦予她各種超人類屬性，包括超人類的力量、速度、耐力、敏捷性、反應能力和對身體傷害的抵抗力。如果她受傷了，她的生理機能使她能夠比普通人更快、更廣地癒合。
虎女的視覺、嗅覺和聽覺都延伸到了超人類的範圍，也優於普通貓科動物。她可以看得比普通人更遠，更清晰。且在夜間也有同樣的清晰度，她的視力也略微延伸到紅外光譜，讓她在完全黑暗的情況下也能看東西。
她的聽力也得到了類似的增強，使她能夠聽到比正常人更廣泛的頻率，並且可以清楚地聽到人類無法察覺的微弱聲音。但與普通人相比，虎女暴露在強烈的高頻聲音時要痛苦得多。
虎女的嗅覺已經進化到可以僅憑氣味就能認出一個人，並在遠距離和複雜環境中追蹤一個人。她還可以通過氣味的變化來感知一個人情緒的變化。
她腳上厚厚的肉掌，加上她的貓的步伐，讓她幾乎可以完全安靜地行動。
虎女厚厚的皮毛可以防止她快速失去體溫。她表示，她穿比基尼的部分原因是因為在她的皮毛上套上全套衣服會導致她在溫暖的環境中過熱並可能昏倒。此外，她對自己的貓科動物外觀非常滿意，並受到他人的關注而感到困擾。
她大腦中不尋常的貓人混合結構使她對心靈攻擊有一定的抵抗力。儘管不能完全防禦，但仍使攻擊者必須專注地集中力量才能對付她。
像所有貓一樣，虎女的骨骼的相互連接的組織具有異常的彈性。這讓她可以移動她的骨頭，擺脫可以有效關住正常人的機械束縛，不過這樣做會讓她感到非常疼痛。這種彈性也有助於她的許多其他能力，例如增強她的身體對傷害的抵抗力。
虎女擁有一個神秘的護身符，可以讓她隨意將自己的外表從貓科動物變成人類。她很少使用它，只在情況需要時才以人形出現。因為她認為她的貓科動物的身體是她的自然形態。
除了她的“人類靈魂”之外，她以前還擁有被稱為“貓靈魂”的東西。雖然定義含糊，但她的“兩個靈魂”始終被描述為是相互衝突的人類和貓科動物靈魂，而不是獨立的人格，她的“貓靈魂”也不是任何特定貓人的靈魂。但在葛莉兒第二次更完整地轉變為虎女後，它的兩個靈魂就完全融合了。
當葛莉兒最初成為貓時，她獲得了一種移情能力，通過仔細的專注，她可以感覺到身邊其他人的情緒。她再變成虎女後仍保有這種能力，不過她似乎更喜歡通過增強貓科動物的感官來達到同樣的效果。
虎女是一位經驗豐富且令人生畏的徒手格鬥家，其獨特的格鬥風格充分利用了她的貓科動物的速度、敏捷性、感官和本能。她是一位熟練的體操運動員。她也接受過美國隊長史蒂夫·羅傑斯的格鬥訓練。
她還是一位有能力的領導者和飛行員，有資格操作復仇者聯盟的昆式戰機和星際飛船。
在偽裝成人，並加入紐約警察學校的期間，虎女調查了她的丈夫比爾·尼爾森長達十年之久的謀殺案。在將兇手繩之以法後，她以葛莉兒·格蘭特·尼爾森的身份完成了培訓。雖然她不擔任現役警官，但她在警察界有著非官方的部分權利。
虎女擁有在很大程度上未被探索的超自然神秘能力。除了使用她的神秘護身符將她的外表從貓科動物變成人類並變回人類外，她還曾召喚了巴爾卡塔(Balkatar)，貓人族指定的地球使者。當奇異博士放棄他作為至尊魔法師的職位時，阿嘉摩托之眼創造了一個幻象，展示了許多其他可能值得或有能力獲得這個頭銜的神秘生物，其中就包含了虎女。
虎女的生理機能比人類更像貓科動物。當她通過偽裝成漢克·皮姆的史克魯爾人懷孕時，她在兩個月內讓嬰兒成熟至能夠誕生，並生下了她的貓人兒子威廉。威廉沒有任何史克魯爾人DNA的痕跡，因為該名史克魯爾人偽裝成漢克·皮姆，甚至在細胞水平上都模仿了他。因此，從基因上講，威廉是漢克·皮姆的兒子。威廉也比人類嬰兒成熟得更快。

## 其他媒體

### 電視
- 《復仇者：團結一致（英语：The Avengers: United They Stand）》

### 電影
- 《救難小福星》：虎女以《復仇者：團結一致》的版本於電影中登場，由莉茲·卡可斯基（英语：Liz Cackowski）配音。

## 外部連結
- Tigra （页面存档备份，存于） at Marvel.com
- The Tigra Gallery
- Tigra at Don Markstein's Toonopedia
- The Unofficial Handbook of Marvel Comics Creators （页面存档备份，存于）